# Géraldine Reuteler
Géraldine Reuteler, właśc. Géraldine Joséphine Reuteler (ur. 21 kwietnia 1999 w Nidwalden) – szwajcarska piłkarka, występująca na pozycji napastniczki w niemieckim klubie Eintracht Frankfurt oraz w reprezentacji Szwajcarii. Uczestniczka Mistrzostw Świata 2023 oraz Mistrzostw Europy 2017, 2022 i 2025.

## Statystyki

### Klubowe
Na podstawie:
| Klub                | Sezonów | Liga                 | Liga  | Liga   | Puchar krajowy | Puchar krajowy | Kontynentalne | Kontynentalne | Suma  | Suma   |
| Klub                | Sezonów | Liga                 | Mecze | Bramki | Mecze          | Bramki         | Mecze         | Bramki        | Mecze | Bramki |
| ------------------- | ------- | -------------------- | ----- | ------ | -------------- | -------------- | ------------- | ------------- | ----- | ------ |
| FC Luzern           | 4       | Women's Super League | 74    | 49     | 4              | 4              | –             | –             | 78    | 53     |
| Eintracht Frankfurt | 1       | Bundesliga           | 79    | 33     | 11             | 8              | 12            | 3             | 102   | 44     |
|                     | Łącznie | Łącznie              | 153   | 82     | 15             | 12             | 12            | 3             | 180   | 97     |

### Reprezentacyjne
Na podstawie:
| Mecz z golami w reprezentacji | Mecz z golami w reprezentacji | Mecz z golami w reprezentacji | Mecz z golami w reprezentacji | Mecz z golami w reprezentacji | Mecz z golami w reprezentacji | Mecz z golami w reprezentacji |
| Lp.                           | Data                          | Miasto                        | Przeciwnik                    | Wynik                         | Gole                          | Rozgrywki                     |
| ----------------------------- | ----------------------------- | ----------------------------- | ----------------------------- | ----------------------------- | ----------------------------- | ----------------------------- |
| 1.                            | 06.03.2017                    | Larnaka                       | Włochy                        | 6:0 (3:0)                     | 21', 50'                      | mecz towarzyski               |
| 2.                            | 24.11.2017                    | Szafuza                       | Białoruś                      | 3:0 (2:0)                     | 56'                           | Eliminacje MŚ 2019            |
| 3.                            | 09.10.2018                    | Biel/Bienne                   | Belgia                        | 1:1 (1:0)                     | 23'                           | Eliminacje MŚ 2019            |
| 4.                            | 09.04.2019                    | Szafuza                       | Słowacja                      | 1:0 (0:0)                     | 56'                           | mecz towarzyski               |
| 5.                            | 29.05.2019                    |                               | Włochy                        | 1:3 (0:1)                     | 83'                           | mecz towarzyski               |
| 6.                            | 08.10.2019                    | Thun                          | Chorwacja                     | 2:0 (2:0)                     | 31'                           | Eliminacje EURO 2022          |
| 7.                            | 17.07.2022                    | Sheffield                     | Holandia                      | 1:4 (0:0)                     | 53'                           | Eliminacje EURO 2022          |
| 8.                            | 06.09.2022                    | Lozanna                       | Mołdawia                      | 15:0 (8:0)                    | 45+3', 45+4', 88'             | Eliminacje MŚ 2023            |
| 9.                            | 11.11.2022                    | Szafuza                       | Dania                         | 1:2 (0:0)                     | 51'                           | mecz towarzyski               |
| 10.                           | 25.10.2024                    | Zurych                        | Australia                     | 1:1 (0:1)                     | 58'                           | mecz towarzyski               |
| 11.                           | 08.04.2025                    | Reykjavík                     | Islandia                      | 3:3 (2:1)                     | 2'                            | Liga Narodów UEFA             |
| 12.                           | 26.06.2025                    | Winterthur                    | Czechy                        | 4:1 (2:1)                     | 42'                           | mecz towarzyski               |